# Капелиця (Гарешниця)
45°35′00″ пн. ш. 16°54′00″ сх. д. / 45.58333333° пн. ш. 16.9° сх. д.
Капелиця (хорв. Kapelica) — населений пункт у Хорватії, у Б'єловарсько-Білогорській жупанії у складі міста Гарешниця.

## Населення
Населення за даними перепису 2011 року становило 546 осіб.
Динаміка чисельності населення поселення: